# Katy Telders
Catharina (Katy) Telders ('s-Gravenhage, 18 maart 1921 - Wassenaar, 3 januari 2011) was van 1980 tot 1984 grootmeesteres van koningin Beatrix der Nederlanden.

## Biografie
Telders was een lid van het patriciaatsgeslacht Telders en een dochter van advocaat mr. Adriën Florent Telders (1885-1949) en diens eerste echtgenote Geertruida Cornelia van de Velde (1889). Ze trouwde in 1941 met Alexander baron Schimmelpenninck van der Oye (1913-1942), uit welk huwelijk op 30 januari 1943 een zoon, eveneens met de naam Alexander, werd geboren. Haar man werd een ruime vijf maanden eerder door de Duitse bezetters gefusilleerd te Goirle, als represaille voor een mislukte bomaanslag in Rotterdam op een trein met Duitse verlofgangers.
Telders hertrouwde in 1946 met stalmeester en adjudant Willem Frederik Karel Bischoff van Heemskerck (1917-2007), telg uit het geslacht Bischoff, uit welk huwelijk een zoon en een dochter werden geboren, de laatste zijnde Suzanne Bischoff van Heemskerck (1950), voormalig lid van de Tweede Kamer en van de Eerste Kamer.
In 1980 werd Telders benoemd tot grootmeesteres van de koningin, als opvolgster van E.L. barones Sweerts de Landas Wyborgh-de Meyïer (1907-1979); in 1984 werd Telders in deze functie opgevolgd door Martine Labouchere.